# طاهر القادري
محمد طاهر القادري (مواليد 19 فبراير 1951) عالم دين مسلم وسياسي من باكستان ومؤسس مؤسسة منهاج القرآن الدولية وهي منظمة عالمية هدفها إرساء مبدأ التفاهم والوحدة والحوار بين الشعوب والمجتمعات. وتعليم الشباب مبادئ علوم الإسلام الأساسية التي تروج للسلام. هو أيضا مؤسس المنهاج للرعاية والتي توفر الرعاية للمحتاجين. أيضا جامعة المنهاج الدولية في لاهور. كما أنه الرئيس المؤسس لحزب الحركة الشعبية في باكستان.

## فتواه في الإرهاب
عُدَّ من أكثر العلماء المسلمين صراحة في فتوى صدرت له من ست مئة صفحة بشأن الإرهاب، وصف فيها الذين يقومون بأعمال تفجيرات انتحارية بأنهم «غير مسلمين» و«زنادقة». ووصف في مؤتمر صحفي عقده في 2 مارس 2009 في لندن الانتحاريين بأنهم «لا يمكنهم الادِّعاء بان انتحارهم عمل من أعمال الشهادة ليصبحوا من أبطال الأمَّة، هذا غير صحيح لأنهم سيصبحون من أبطال النار في الجحيم»، مضيفًا «أن الإسلام يعدُّهم كفَّارًا»، واصفًا تنظيم القاعدة بأنه «شر قديم باسم جديد».

## روابط خارجية
- طاهر القادري على موقع مونزينجر (الألمانية)